# Parapluspinnen
Parapluspinnen (Theridiosomatidae) zijn een familie van spinnen. De familie telt 13 beschreven geslachten en 85 soorten. Ze zijn zo genoemd omdat het web de vorm heeft van een paraplu.
In Nederland is het moeraspareltje  (Theridiosoma gemmosum) de enige soort uit deze familie die wordt waargenomen.

## Geslachten
- Andasta Simon, 1895
- Baalzebub Coddington, 1986
- Chthonos Coddington, 1986
- Coddingtonia Miller, Griswold & Yin, 2009
- Epeirotypus O. P.-Cambridge, 1894
- Epilineutes Coddington, 1986
- Naatlo Coddington, 1986
- Ogulnius O. P.-Cambridge, 1882
- Parogulnius Archer, 1953
- Plato Coddington, 1986
- Theridiosoma O. P.-Cambridge, 1879
- Wendilgarda Keyserling, 1886
- Zoma Saaristo, 1996

## Taxonomie
Voor een overzicht van de geslachten en soorten behorende tot de familie zie de lijst van parapluspinnen.